# WTA Lyon Open 2022
WTA Lyon Open 2022 (còn được biết đến với Open 6ème Sens — Métropole de Lyon vì lý do tài trợ) là một giải quần vợt nữ thi đấu trên mặt sân cứng trong nhà. Đây là lần thứ 3 giải WTA Lyon Open được tổ chức và là một phần của WTA 250 trong WTA Tour 2022. Giải đấu diễn ra tại Palais des Sports de Gerland ở Lyon, Pháp, từ ngày 28 tháng 2 đến ngày 6 tháng 3 năm 2022. Trong giải đấu, WTA và các cơ quan quản lý quần vợt quốc tế khác bao gồm ATP không cho phép các tay vợt của Nga và Belarus thi đấu dưới lá cờ của quốc gia do cuộc tấn công của Nga vào Ukraina.

## Nội dung đơn

### Hạt giống
| Quốc gia | Tay vợt             | Xếp hạng1 | Hạt giống |
| -------- | ------------------- | --------- | --------- |
| ITA      | Camila Giorgi       | 30        | 1         |
| ROU      | Sorana Cîrstea      | 31        | 2         |
| SUI      | Viktorija Golubic   | 36        | 3         |
| FRA      | Alizé Cornet        | 37        | 4         |
| ITA      | Jasmine Paolini     | 44        | 5         |
| CRO      | Ana Konjuh          | 51        | 6         |
| BEL      | Alison Van Uytvanck | 53        | 7         |
| CHN      | Zhang Shuai         | 65        | 8         |

- 1 Bảng xếp hạng vào ngày 21 tháng 2 năm 2022.[4]

### Vận động viên khác
Đặc cách: 
- Elsa Jacquemot
- Dayana Yastremska
- Vera Zvonareva

Bảo toàn thứ hạng:
- Elisabetta Cocciaretto
- Vitalia Diatchenko

Vượt qua vòng loại:
- Mariam Bolkvadze
- Katie Boulter
- Cristina Bucșa
- Tamara Korpatsch
- Yuriko Miyazaki
- Stefanie Vögele

Thua cuộc may mắn:
- Mai Hontama

### Rút lui
Trước giải đấu
- Ekaterina Alexandrova → thay thế bởi  Kristina Mladenovic
- Irina-Camelia Begu → thay thế bởi  Irina Bara
- Jaqueline Cristian → thay thế bởi  Ana Bogdan
- Tereza Martincová → thay thế bởi  Vitalia Diatchenko
- Markéta Vondroušová → thay thế bởi  Martina Trevisan
- Maryna Zanevska → thay thế bởi  Mai Hontama

## Nội dung đôi

### Hạt giống
| Quốc gia | Tay vợt          | Quốc gia | Tay vợt            | Xếp hạng1 | Hạt giống |
| -------- | ---------------- | -------- | ------------------ | --------- | --------- |
| JPN      | Eri Hozumi       | JPN      | Makoto Ninomiya    | 78        | 1         |
| TPE      | Chan Hao-ching   | GER      | Julia Lohoff       | 120       | 2         |
| ROU      | Irina Bara       | GEO      | Ekaterine Gorgodze | 124       | 3         |
| ROU      | Monica Niculescu |          | Alexandra Panova   | 127       | 4         |

- Bảng xếp hạng vào ngày 21 tháng 2 năm 2022.

### Vận động viên khác
Đặc cách:
- Elsa Jacquemot /  Tatjana Maria
- Dayana Yastremska /  Ivanna Yastremska

### Rút lui
Trước giải đấu
- Tímea Babos /  Chan Hao-ching → thay thế bởi  Georgina García Pérez /  Xenia Knoll
- Anna Blinkova /  Ulrikke Eikeri → thay thế bởi  Ulrikke Eikeri /  Samantha Murray Sharan
- Vivian Heisen /  Julia Lohoff → thay thế bởi  Chan Hao-ching /  Julia Lohoff
- Sania Mirza /  Zhang Shuai → thay thế bởi  Estelle Cascino /  Jessika Ponchet
- Samantha Murray Sharan /  Bibiane Schoofs → thay thế bởi  Alicia Barnett /  Olivia Nicholls

## Nhà vô địch

### Đơn
- Zhang Shuai đánh bại  Dayana Yastremska 3–6, 6–3, 6–4

### Đôi
- Laura Siegemund /  Vera Zvonareva đánh bại  Alicia Barnett /  Olivia Nicholls 7–5, 6–1